# Frank Duboccage
Frank Duboccage (Gent, 19 juni 1973) is een Vlaams wetenschapper die vooral bekend is als weerman op VTM.

## Biografie
Zijn secundair onderwijs volgde hij aan het Don Boscocollege Zwijnaarde.  Na zijn studies geografie en ruimtelijke planning aan de Universiteit Gent werkte hij een tijdje als presentator van Het Weerkanaal waarvan de opnames gebeurden in Londen. Nadien ging hij twee jaar aan de slag bij Meteoconsult in Wageningen en zes jaar bij Meteoservices in Heverlee, om vervolgens in 2007 weersvoorspeller te worden bij VTM en Q-Music.
Duboccage werd in 2011 door een reclamebureau benaderd om mooi weer te voorspellen in ruil voor een cabrio. Hij weigerde evenwel tegen elke prijs zijn geloofwaardigheid op het spel te zetten. Het gesprek werd nadien, met toestemming van betrokkene en de zender, gebruikt voor een reclamespot voor dat automerk.

## Privé
Duboccage woont in Kortenberg.